# Velim
Velim är en ort i Tjeckien.   Den ligger i regionen Mellersta Böhmen, i den centrala delen av landet, 50 km öster om huvudstaden Prag. Velim ligger 207 meter över havet och antalet invånare är 2 021.
Terrängen runt Velim är platt, och sluttar norrut. Runt Velim är det ganska tätbefolkat, med 96 invånare per kvadratkilometer. Närmaste större samhälle är Kolín, 7,5 km sydost om Velim. Trakten runt Velim består till största delen av jordbruksmark.